# Ash Regan
Pour les articles homonymes, voir Regan.
Ashten Regan, née le 8 mars 1974 à Biggar, South Lanarkshire, est une femme politique écossaise.

## Biographie
Ash Regan est députée au Parlement écossais (MSP) pour Édimbourg Est depuis 2016 pour le Parti national écossais (SNP). Elle est ministre de la Sécurité communautaire de 2018 à 2022.
Le 18 février 2023, Ash Regan annonce sa candidature à la direction du SNP et au poste de première ministre d'Écosse, sans succès puisque le 27 mars 2023, Humza Yousaf est élu à la direction du SNP.
Le 28 octobre 2023, elle rejoint l'Alba Party et préside le groupe parlementaire de ce parti au Parlement écossais,. Le 26 mars 2025, elle perd l'élection pour la direction du parti.